# Гляциотектоника
Гляциотектоника — раздел гляциальной геологии и геоморфологии, предметом которого являются нарушения в залегании горных пород, вызванные действием ледников (гляциодислокации).

## Геологическая основа
К гляциотектоническим образованиям обычно относят крупные блоки горных пород, оторванные от ледникового ложа и перемещённые ледниками иногда на многие десятки километров (ледниковые отторженцы). Гляциотектическими явлениями также считаются деформации пород, связанные с деградацией мёртвых льдов, в том числе — и айсберговые дислокации, а также гляциоизостатические движения земной коры и гляциогалокинез.
В частности, Г. С. Ананьев отмечает, что на фоне общих гляциоизостатических колебаний земная кора может испытать местные дифференцированные движения, обусловленные её крайне неоднородным структурным планом. Подобным движениям амплитудой до нескольких десятков метров особенно подвержены зоны древних разломов, которые во время оледенений оживляются и затрагивают также тело ледника. Поэтому некоторые элементы и формы рельефа в областях современного и древнего оледенения приходится рассматривать как осложненные или заново созданные молодой гляциоизостатической тектоникой. Её воздействие сказывается и в особенностях рельефообразования самого деградирующего ледника, например в закономерностях размещения по гляциотектонически ослабленным зонам ледника, ложбин стока талых вод и других эрозионных и аккумулятивных форм. Доказательства активной роли неравномерных гляциоизостатических движений по разломам в формировании геологических структур и рельефа Балтийского кристаллического щита, северо-запада Русской равнины приводятся также в работах Э. А. Левкова и других исследователей. Следы активной гляциотектоники были обнаружены и на многих других обширных территориях Евразии: В Альпах, в Скандинавии, повсеместно в Сибири. Особенно хорошо чешуйчатые и надвиговые гляциодислокации (гляциошарьяжи) были исследованы в Средней Сибири, на Таймыре, в горах Бырранга и на плато Путорана|

«Интересен рассказ В. Спектора о строении кряжа Полоусного. По его словам он состоит из верхнеюрских сланцев и песчаников, которые срезаны поверхностью выравнивания, усыпанной плиоценовой галькой. Но самое интересное то, что вопреки геологической логике всего района, блоки и чешуи тех же юрских пород надвинуты на северный склон кряжа, и надвинуты с севера… Минут за 10 до посадки в Тикси стало видно, что весь низкий участок Приморского хребта, расстилающийся слева, друмлинизирован, грядки его друмлинов пересекают речные долины. Судя по широтному профилю Севастьяновской депрессии, с моря на пермские породы гор Хараулах надвинуты асимметричные чешуи среднего-верхнего карбона. 22 июля совершили вездеходный маршрут на озёра Севастьян и Тебелах… Не только на снимке, но и на земле видна линейчатость рельефа, гигантский флютинг, в частности, вытянутые вдоль прямых линий основания склонов и сопок… В маршруте к заливу Белугах, к юго-востоку от Тикси, была найдена обильная россыпь штрихованных валунов. У берега там находится большой отторженец сланцев (как я писал тогда „аллохтонный останец гляциошарьяжа“), сдвинутый, как и отторженцы у озера Севастьян, на юго-запад. У его дистальной стороны и были сделаны многочисленные находки ледогранников… Вероятно, эти формы действительно можно называть друмлинами: их материал опрокинут в направлении движения льда, он сорван, превращён в скибы, скульптирован…» — М. Г. Гросвальд

Некоторые специалисты резонно полагают, что гляциотектоника, как наука, включает в область своих интересов такие объекты, как деформированные и раздробленные массы горных пород, захваченных ледниками и вовлечённых в их поступательное движение.

## Краткий исторический очерк
Первые высказывания о связи поверхностных дислокаций земной коры с оледенениями возникли одновременно с появлением ледниковой теории. Весомый вклад в развитие гляциотектоники внесли практически все видные геоморфологи конца XIX — начала XX веков: Ф. Йонструп, Альберт Пенк, Ф. Ваншаффе, А. А. Иностранцев, Д. Н. Соболев, К. Грип, Н. И. Кригер, П. А. Кропоткин, В. А. Обручев, М. Г. Гросвальд и другие. В работах геологов конца XIX в. важную роль сыграли наблюдения за дислокациями горных пород ложа в перигляциальной зоне современных ледников Норвегии, Шпицбергена и Исландии, которые показали их полное сходство с древними гляциодислокациями Европы и Северной Америки.

## Научное и практические значение
Можно заметить, что до сих пор в некоторых работах понятия «гляциотектоника» и «гляциодислокация» приводятся в качестве синонимов. Это неверно, поскольку гляциодислокации — это лишь один из объектов изучения гляциотектоники.
В настоящее время гляциотектоника выделяется как самостоятельное научное направление, лежащее на стыке гляциологии с четвертичной геологией, геоморфологией и геотектоникой. Проявления гляциотектоники изучены во всех древнеледниковых районах мира. Полученные результаты используются в теоретических работах, в частности, в палеогляциологических реконструкциях, в природном моделировании тектонических процессов, и при инженерно-геологических изысканиях, а также для поиска и разведки полезных ископаемых.